# Cosmoglyphus laarmani
Cosmoglyphus laarmani är en spindeldjursart som beskrevs av Samsinak 1966. Cosmoglyphus laarmani ingår i släktet Cosmoglyphus och familjen Acaridae. Inga underarter finns listade i Catalogue of Life.